# Балка Калинова (притока Кринки)
Балка Калинова  (Комишуваха) — балка (річка) в Україні на території Харцизької міської ради Донецької області. Права притока річки Кринки (басейн Азовського моря).

## Опис
Довжина балки приблизно 6,45 км, найкоротша відстань між витоком і гирлом — 5,79  км, коефіцієнт звивистості річки — 1,11 . Формується багатьма балками та загатами.

## Розташування
Бере початок на північно-східній околиці села Третяки. Тече переважно на північний схід понад селищем Виноградне, через село Покровку і впадає у річку Кринку, праву притоку річки Міусу.

## Цікаві факти
- Від витоку балки на західній стороні на відстані приблизно 2,24 км пролягає автошлях Т 0507[2] (автомобільний шлях територіального значення у Донецькій області. Пролягає територією Донецької, Макіївської та Харцизької міськрад, а також територією Амвросіївського району через Донецьк — Макіївку — Харцизьк — Іловайськ — Амвросіївку — Успенку (пункт контролю). Загальна довжина — 62,5 км.).
- У XX столітті на балці існувало багато водосховищ, газгольдер та газова свердловина[3].